# Miri Regev
Miriam "Miri" Regev (en hebreu: מרים "מירי" רגב‎; nascuda com a Miriam Siboni; Qiryat Gat, 26 de maig de 1965) és una política israeliana i una exgeneral de brigada de les Forces de Defensa d'Israel (FDI), on va ser portaveu. És diputada a la Kenésset pel Likkud i Ministra de Cultura i Esports. Regev és coneguda per una sèrie de declaracions polèmiques i projectes de llei que han arribat als titulars internacionals.

## Biografia
Miri Regev va néixer en el si d'una família d'immigrants jueus marroquins. El 1983 es va unir a la Gadna, on es va convertir en comandant de patrulla, un càrrec que va ocupar fins a 1986. Té un màster en negocis i una grau en educació informal. Està casada i té tres fills.

## Relacions públiques

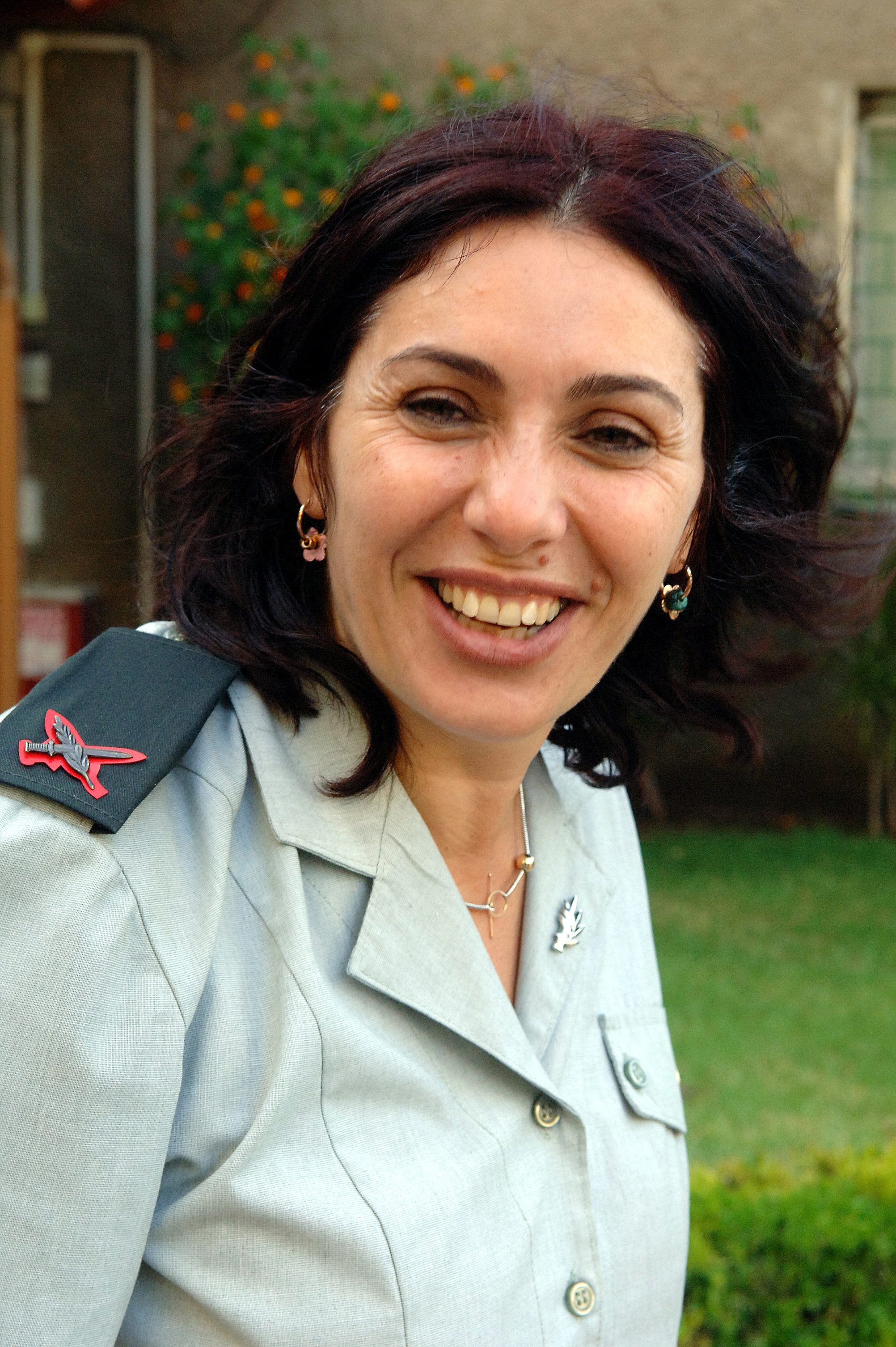
Regev com a portadeu de les FDI el 2005

Després, va començar la seva tasca de representant del portaveu de les FDI en el comando del sud d'Israel. El 2002 Regev va pujar a un rang de coronel per al càrrec de portaveu adjunta de les FDI. L'any següent va ser nomenada coordinadora de les tasques nacionals de relacions públiques a l'oficina del primer ministre israelià en els mesos previs a la guerra de l'Iraq. Després d'un breu període (2004-2005) com a censora en cap de premsa i mitjans de comunicació, va ser ascendida al rang de general de brigada i del càrrec de portaveu de les FDI el 2005. Va ocupar el càrrec durant el pla de retirada unilateral israeliana el 2005 i la guerra del Líban de 2006. El 2007 va ser substituïda per Avi Benayahu.

## Carrera política
El novembre de 2008 Regev es va fer militant del partit Likkud, i va afirmar que havia estat partidària del partit durant molts anys. Va ser la número vint-i-setena de la llista del partit per a les eleccions de 2009, un lloc suficient per entrar a la Kenésset perquè el Likkud va guanyar 27 escons.
El maig de 2012 Regev va participar en una protesta contra la immigració i va titllar els immigrants sudanesos il·legals de "càncer al nostre cos". Més tard, va dir que la cita s'havia targiversat, i es va disculpar per comparar presumptament els éssers humans amb el càncer.
Regev va ser reescollida en les eleccions de 2015 després d'anar cinquena en la llista del Likkud. Posteriorment va ser nomenada ministra de Cultura i Esport en el nou govern.

### Drets LGBT
Regev també es coneix com a ferma defensora de la comunitat LGBT, i va destinar vint-i-cinc anys a les FDI lluita pels drets dels agents LGBT. Regev va afirmar: "Qui va decidir que els activistes socials han de ser esquerrans? Ho sento, però la gent de la dreta també abraça la comunitat gai”.